# Марк Юний Цезоний Никомах Аниций Фауст Павлин
Марк Юний Цезоний Никомах Аниций Фауст Павлин или Секст Аниций Фауст Павлин (на латински: Marcus Junius Caesonius Nicomachus Anicius Faustus Paulinus или Sextus Anicius Faustus Paulinus; * 240 – 300 г.) е политик и сенатор на Римската империя през 3 век.

## Биография
Фауст Павлин е син на Квинт Аниций Фауст (* 210 г.) и Азиния Юлиана Никомаха (* ок. 215 г.), дъщеря на Гай Азиний Никомах Юлиан, проконсул на Азия ок. 250 г. Той е внук по баща на Квинт Аниций Фауст Павлин, който e легат на Долна Мизия през 229/230 или 230/232 г.
Фауст Павлин е консул през 298 г. заедно с Вирий Гал.
Той се жени за благородничката Амния Деметриас (* 245 г.), дъщеря на Тиберий Клавдий и Флавия. Баща е вероятно на Секст Аниций Фауст Павлин (консул 325 г.) и Амний Аниций Юлиан (консул 322 г.).